# Mycetia glandulosa
Mycetia glandulosa är en måreväxtart som beskrevs av William Grant Craib. Mycetia glandulosa ingår i släktet Mycetia och familjen måreväxter. Inga underarter finns listade i Catalogue of Life.